# Bombardování čínského velvyslanectví v Bělehradě

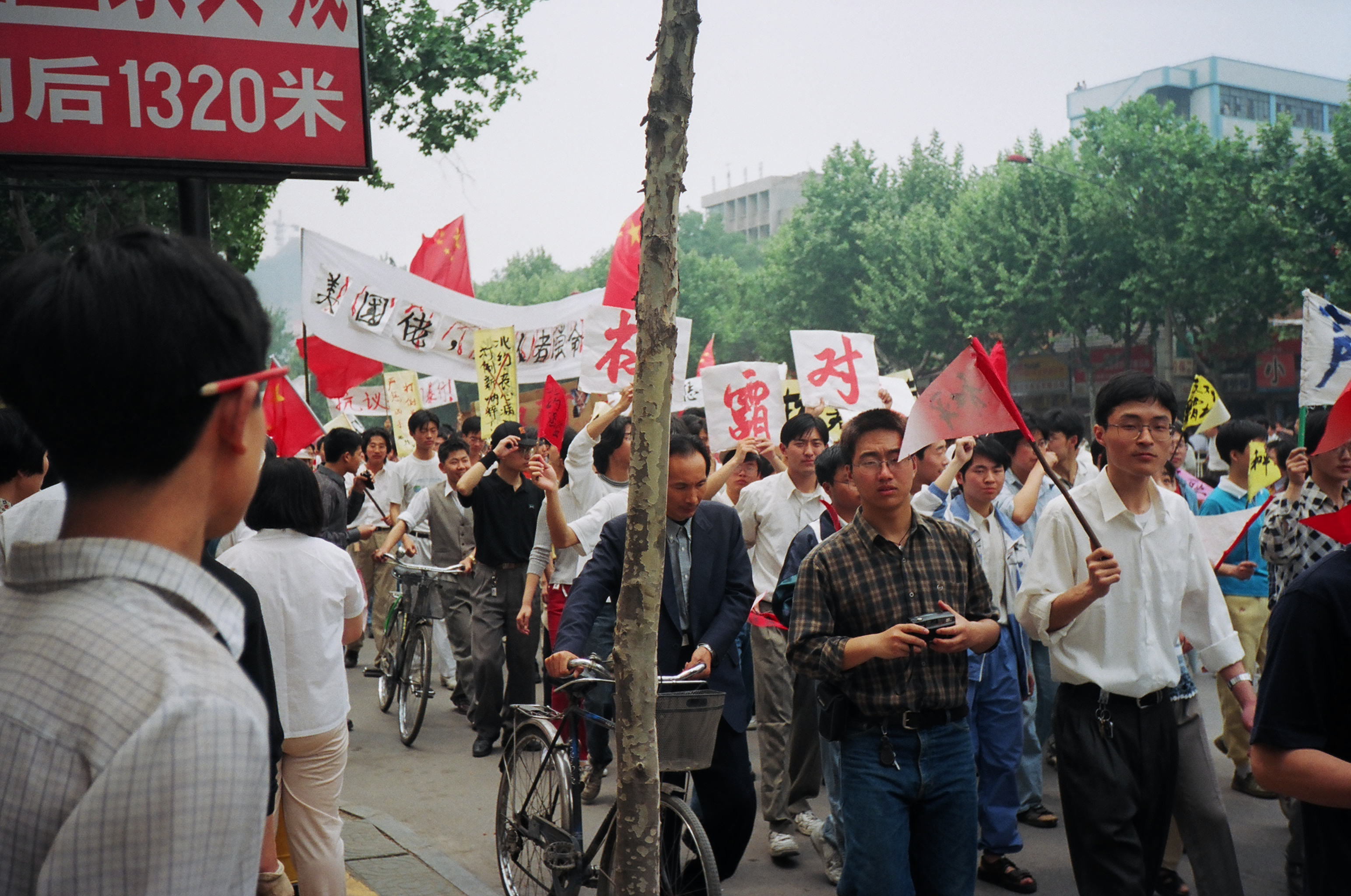
Protiamerické demonstrace v Nankingu v roce 1999

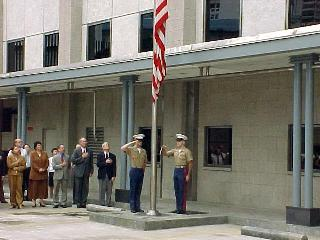
Americká vlajka stažená na půl žerdi na americkém velvyslanectví v Hongkongu, výraz úcty k obětem bombardování

Dne 7. května 1999 došlo během bombardování Jugoslávie ze strany NATO k zasažení čínské ambasády v Bělehradě, při kterém zahynuli tři čínští novináři. Americké letouny F-117 vypálily rakety okolo půlnoci středoevropského času. Cílem byla budova v Novém Bělehradě, v bloku 11A s adresou Bulevar Umetnosti 2.

## Průběh
Bombardování si vyžádalo 3 mrtvé a 20 zraněných.
Ambasáda byla zasažena celkem třemi raketami. První dvě zasáhly přízemí, resp. 1. patro jižní fasády budovy, třetí zasáhla západní stranu ambasády. Kromě hlavní budovy byly poškozeny i hospodářské objekty v areálu ambasády a některé sousedící objekty bloku 11A, např. budova společnosti Energoprojekt a nedaleké kancelářské budovy.

## Reakce
Spojené státy americké a NATO se za tento útok Číně později omluvili s tím, že od CIA obdržely neaktuální mapy. Toto zdůvodnění však odmítl britský deník The Observer a také dánský Politiken, podle kterých bylo bombardování ambasády záměrné, jelikož se NATO domnívalo, že budova je využívána jako radiostanice jugoslávské armády. V amerických zdrojích byl objekt označován za skladiště jugoslávských úřadů, kde se měly nacházet zbraně. Za vhodný útok byl objekt vybrán v březnu 1999; podle dostupných map (vydaných v letech 1989, 1996 a 1997) Američanům nic nenaznačovalo, že se na místě nachází sídlo diplomatické mise. Přestože si Američané byli vědomi, že v roce 1996 začala ambasáda ČLR sídlit na nové adrese, neuvedli do databáze adresu nového objektu.
Následující den na žádost čínské strany zasedala Rada bezpečnosti OSN. Čínský představitel v New Yorku útok odsoudil jako porušení suverenity Číny a útok na mezinárodní vztahy. Čínští političtí představitelé útok odsoudili jako válečný zločin. Čínská státní televize označila útok jako barbarský akt a hrubé porušení čínské státní suverenity.
Útok na čínskou ambasádu a smrt tří novinářů vyvolaly v Pekingu demonstrace proti NATO a po zbytek roku 1999 celkové zhoršení americko-čínských vztahů. V Pekingu protestovalo sto tisíc lidí. Protesty proti USA se konaly také i v dalších městech, např. v Kodani, Singapuru, Islamabádu, či Tel Avivu. Spojené státy se rozhodly vyplatit odškodnění ve výši 4,5 milionů tehdejších USD.